# Womanizer
«Womanizer» (укр. Бабій) — перший сингл з альбому Circus американської співачки Брітні Спірс. Продюсерами синглу виступила група The Outsyders. Офіційна прем'єра пісні «Womanizer» відбулася 26 вересня 2008 року на хвилях американських радіостанцій. Сингл завантажений на iTunes 7 жовтня 2008 року.
Womanizer дебютував на 96 місці чарта Billboard Hot 100, проте вже 15 жовтня піднявся до першого місця, ставши другим (після «…Baby one more time») синглом Спірс, який досяг вершини чарту.. В перший тиждень після релізу сингл бул скачаний 286 тис. разів, що стало рекордом в історії музики серед жінок виконавиць. Він стартував з 3-го місця в Сотні найкращих хітів ND.
«Womanizer» та «…Baby One More Time» найуспішнішими на сьогодні синглами Брітні Спірс.

## Випуск
Текст пісні «Womanizer» бул опублікований на офіційному вебсайті днем раніше. За тиждень до офіційного випуску, 19 вересня 2008 радіостанція 107.5 The River видала 40-секундний трек пісні. Jive пізніше оголосила, що дана версія треку є не завершена. Слід відзначити, що сам термін «womanizing» можна перекласти, як провокативна сексуальна поведінка жінки (promiscuous sexual behaviour). Звідси ж випливає відеоряд кліпу — гонки на автомобілі всередині тунелю, що нагадує аналогічну сцену сексуальної первезії в фільмі Основний інстинкт 2.

## Музичний відеокліп
Зйомки відео-кліпу проходили 24 та 25 вересня 2008 року в Лос-Анджелесі. Режисером виступив Джозеф Кан, який раніше працював з Брітні над кліпами до пісень Stronger (2000) та Toxic (2004). Прем'єра кліпу відбулася 10 жовтня на каналі ABC.

## Реакція публіки
У цей час[коли?] відео проглянули 5,9 мільйонів разів на YouTube. На каналі «TRL Mexico» відео стартувало з позиції № 1, що є другим випадком за всю історію каналу. На американському каналі «MTV» відео також займає перше місце з 3 мільйонами переглядів.